# Coppa d'Oro
La Coppa d'Oro, conosciuta anche come Corsa da una lira e Gran Premio dei Direttori Sportivi d'Italia, è una corsa in linea maschile di ciclismo su strada riservata alla categoria Allievi che si svolge annualmente in Valsugana.
La partenza della corsa è a Borgo Valsugana. Seguendo la strada provinciale 228 si attraversano i comuni di Roncegno Terme, Novaledo, Levico Terme. Quindi salita al colle di Tenna, discesa verso Pergine Valsugana e ritorno sullo stesso tracciato a Borgo Valsugana. A fine corsa gli atleti percorrono la salita che da Scurelle porta a Telve, per ritornare poi a Borgo e attraversare nuovamente il comune di Roncegno. Si ripete quindi per la seconda volta la salita che porta a Telve. Una volta scollinato, si arriva dopo 86,8 km nel centro di Borgo Valsugana.

## La storia

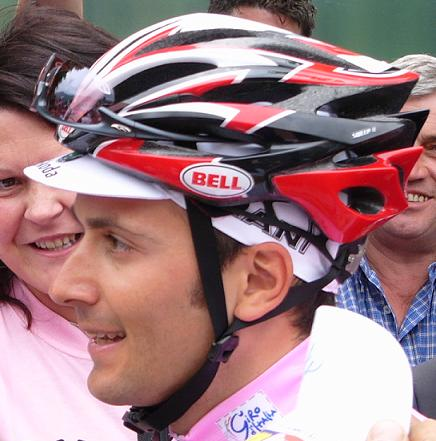
Ivan Basso, vincitore della Coppa d'Oro 1993, qui al Giro d'Italia

La corsa venne ideata ed organizzata per la prima volta nel 1965 da Carlo Dalla Torre. Le prime tre edizioni si svolsero nelle città Avio, Preore e Trento. Nel 1968 la corsa sbarcò definitivamente a Borgo Valsugana. Non furono disputate le edizioni del 1969, del 1976 e del 1977.
Il premio finale viene consegnato al Direttore sportivo della squadra in cui milita il ciclista vincitore. Un tempo si trattava di una moneta da 1 lira, ma, negli ultimi anni, questo riconoscimento simbolico è stato sostituito da premi in denaro.
Non c'è solo la gara per Allievi. Dal 1997 si corre anche la Coppetta d'Oro, gara per giovanissimi al Centro sportivo di Borgo Valsugana. Dal 2000 si è aggiunta la Coppa Rosa, gara per Allieve che si tiene il giorno prima della Coppa d'Oro su un percorso di circa 50 km da Borgo Valsugana fino al confine con la Regione Veneto e ritorno. Infine dal 2007 la manifestazione comprende tutte le categorie ciclistiche giovanili dai 7 ai 16 anni con la Coppa di Sera, gara per esordienti maschili e femminili ricavata su un circuito interno a Borgo Valsugana.
L'unico atleta ad aver conquistato due edizioni della Coppa d'Oro è finora Diego Ulissi, nel 2004 e 2005.

### Edizione 2008

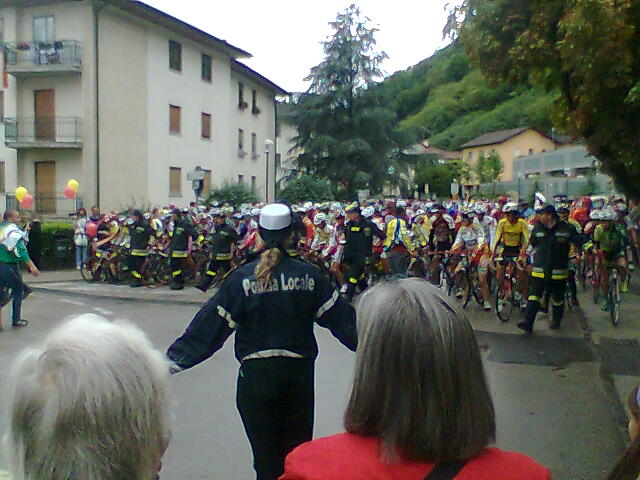
Partenza della Coppa d'Oro 2008

La Coppa d'Oro 2008, la 41ª edizione, si è svolta nella mattinata del 14 settembre, sotto una fitta pioggia che ha ridotto il numero dei giovani ciclisti giunti sul traguardo: dei circa 280 iscritti solo 119 hanno terminato la gara, e numerose cadute hanno costretto degli atleti ad un accertamento ospedaliero. La gara prevedeva un percorso di 76,5 km, che ha portato il gruppo ad attraversare i paesi di Tenna, Levico Terme, Novaledo e Roncegno Terme, prima di tornare a Borgo Valsugana ed affrontare un circuito fino a Telve.
A vincere è stato il giovane corridore veneto Emanuele Favero, che si è aggiudicato l'arrivo in volata posto alla fine della leggera salita di via Spagolla. Favero si è reso protagonista fin dalle prime battute della gara, proponendo un allungo a Levico Terme, ma è stato vittima di una caduta lungo la discesa del colle di Tenna; una botta alla schiena che però non gli ha impedito di raggiungere i fuggitivi e di vincere la prestigiosa competizione. Favero è figlio d'arte, infatti suo padre Fiorenzo si era piazzato quinto nella Coppa d'Oro 1971 ed ha corso nella Sammontana, squadra in cui militava anche Moreno Argentin, campione del mondo su strada 1986.

### Edizione 2012
La 45ª edizione della Coppa d'Oro allievi si è corsa domenica 9 settembre. Al via 358 corridori, 171 hanno terminato la prova. Sabato 1º settembre 1016 bambini delle categorie giovanissimi hanno corso la Coppetta d'Oro, mentre sabato 8 settembre si sono svolte le prove per allieve Coppa Rosa ed esordienti Coppa di Sera. La Coppa d'Oro è stata caratterizzata da una lunga fuga a quattro, partita a Tenna, iniziata da Nicola Conci dell'Unione Ciclistica Valle di Cembra, seguito da Jan Petelin, Gianluca Forcolin, Stefano Staltari. La fuga ha raggiunto il massimo vantaggio di 1 minuto. Nicola Conci ha conquistato i Gpm di Tenna e Telve oltre al traguardo volante di Borgo Valsugana dedicato ad Antony Orsani.
Al secondo passaggio a Telve la fuga è stata riassorbita ed all'ultimo km si sono presentati in 6 a giocarsi lo sprint finale. Daniel Marcellusi di Roma ha vinto in volata in rimonta su Filippo Rocchetti, terzo Gianmarco Begnoni. Marcellusi ha conquistato la vittoria in maglia tricolore, vinta a Pieve di Soligo nel campionato italiano allievi di ciclismo. Era dal 1991, quando vinse Giuseppe Palumbo, che la maglia tricolore non si aggiudicava la Coppa d'Oro. Da tradizione nella Coppa d'Oro vengono premiati i direttori sportivi, sul podio di Borgo sono andati quindi anche Iorio Nunziata, Ferdinando Rocchetti e Luigi Bellini.
Ospite d'onore è stato il ciclista trentino Alessandro Bertolini, in procinto di dare l'addio al ciclismo professionistico il 7 ottobre 2012 con una festa a Mori.

## Albo d'oro
Aggiornato all'edizione 2024.
| Anno | Vincitore            | Secondo                 | Terzo                 |
| ---- | -------------------- | ----------------------- | --------------------- |
| 1965 | Pietro Poloni        |                         |                       |
| 1966 | Maurizio Maranzana   |                         |                       |
| 1967 | Rino Carraro         |                         |                       |
| 1968 | Paolo Giogetti       |                         |                       |
| 1970 | Walter Santeroni     |                         |                       |
| 1971 | Giovanni Zago        |                         |                       |
| 1972 | Massimo Zani         |                         |                       |
| 1973 | Carmelo Barone       |                         |                       |
| 1974 | Giuseppe Saronni     |                         |                       |
| 1975 | Stefano Ferri        |                         |                       |
| 1978 | Roberto Pagnin       |                         |                       |
| 1979 | Mauro Salvato        |                         |                       |
| 1980 | Gianni Bugno         |                         |                       |
| 1981 | Gianluca Scagliarini |                         |                       |
| 1982 | Gianni Mosele        |                         |                       |
| 1983 | Massimo Donati       |                         |                       |
| 1984 | Stefano Giraldi      |                         |                       |
| 1985 | Franco Roat          |                         |                       |
| 1986 | Simone Biasci        |                         |                       |
| 1987 | Alessandro Bertolini |                         |                       |
| 1988 | Gabriele Colombo     |                         |                       |
| 1989 | Federico De Beni     |                         |                       |
| 1990 | Mirco Zanobini       |                         |                       |
| 1991 | Giuseppe Palumbo     |                         |                       |
| 1992 | Giuliano Figueras    |                         |                       |
| 1993 | Ivan Basso           |                         |                       |
| 1994 | Mario Liberale       | Luca Benincasa          | Nicola Casagrande     |
| 1995 | Antonio D'Aniello    | Matteo Pieratti         | Carlo Dalla Nora      |
| 1996 | Manuele Mori         | Stefano Baggia          | Simone Masciarelli    |
| 1997 | Ivan Degasperi       | Mauro Da Dalto          | Emanuele Bindi        |
| 1998 | Maurizio Flocchini   |                         |                       |
| 1999 | Antonio Mendolaro    |                         |                       |
| 2000 | Nico Sabatini        |                         |                       |
| 2001 | Dario Cataldo        | Mirco Masola            | Salvatore Dorio       |
| 2002 | Alberto Pizzo        | Michele Gobbi           | Massimo Pirrera       |
| 2003 | Luca Barla           | Enrico Mantovani        | Filippo Gusmeroli     |
| 2004 | Diego Ulissi         | Marko Kump              | Marco Gadici          |
| 2005 | Diego Ulissi         | Elia Viviani            | Matteo Pelucchi       |
| 2006 | Sonny Colbrelli      | Fabio Felline           | Moreno Moser          |
| 2007 | Antony Orsani        | Marco Bernardinetti     | Alberto Cornelio      |
| 2008 | Emanuele Favero      | Alberto Bettiol         | Andrea Manfredi       |
| 2009 | Alberto Bettiol      | Simone Sterbini         | Stefano Nardelli      |
| 2010 | Federico Zurlo       | Stefano Marchesini      | Matej Mohorič         |
| 2011 | Matic Šafarič Kolar  | Andrea Di Mario         | Giacomo Tomio         |
| 2012 | Daniel Marcellusi    | Filippo Rocchetti       | Gianmarco Begnoni     |
| 2013 | Nicola Conci         | Ottavio Dotti           | Francesco Romano      |
| 2014 | Luca Mozzato         | Alessandro Covi         | Samuele Zambelli      |
| 2015 | Andrea Bagioli       | Filippo Zana            | Samuele Rubino        |
| 2016 | Samuele Rubino       | Samuele Manfredi        | Andrea Piccolo        |
| 2017 | Marco Codemo         | Giosuè Crescioli        | Giovanni Vito         |
| 2018 | Marco Brenner        | Manuel Oioli            | Elia Tovazzi          |
| 2019 | Max Poole            | Ivan Valinotto          | Eros Simonetto        |
| 2021 | Tommaso Alunni       | Alessandro Perracchione | Tommaso Brunori       |
| 2022 | Ivan Toselli         | Patrick Casey           | Filippo Cettolin      |
| 2023 | Alessio Magagnotti   | Francesco Baruzzi       | Giacomo Dentelli      |
| 2024 | Brandon Fedrizzi     | Guido Viero             | Vanja Kuntarič Žibert |